# Poliamor

El corazón infinito es un símbolo frecuente del poliamor.

El término poliamor es un neologismo que se usa para referirse a una relación amorosa no monógama, de manera simultánea, de dos, tres o más personas, con consentimiento y conocimiento de todos los involucrados, esto según el contexto refiere que también puede haber un espacio en el que se pueda leer como una no necesidad de depender emocionalmente de una persona y que el entorno gire a la complacencia de la misma. Sus practicantes hacen énfasis en la honestidad y transparencia con todos los involucrados.

También se describe como «no monogamia consensuada, ética y responsable».

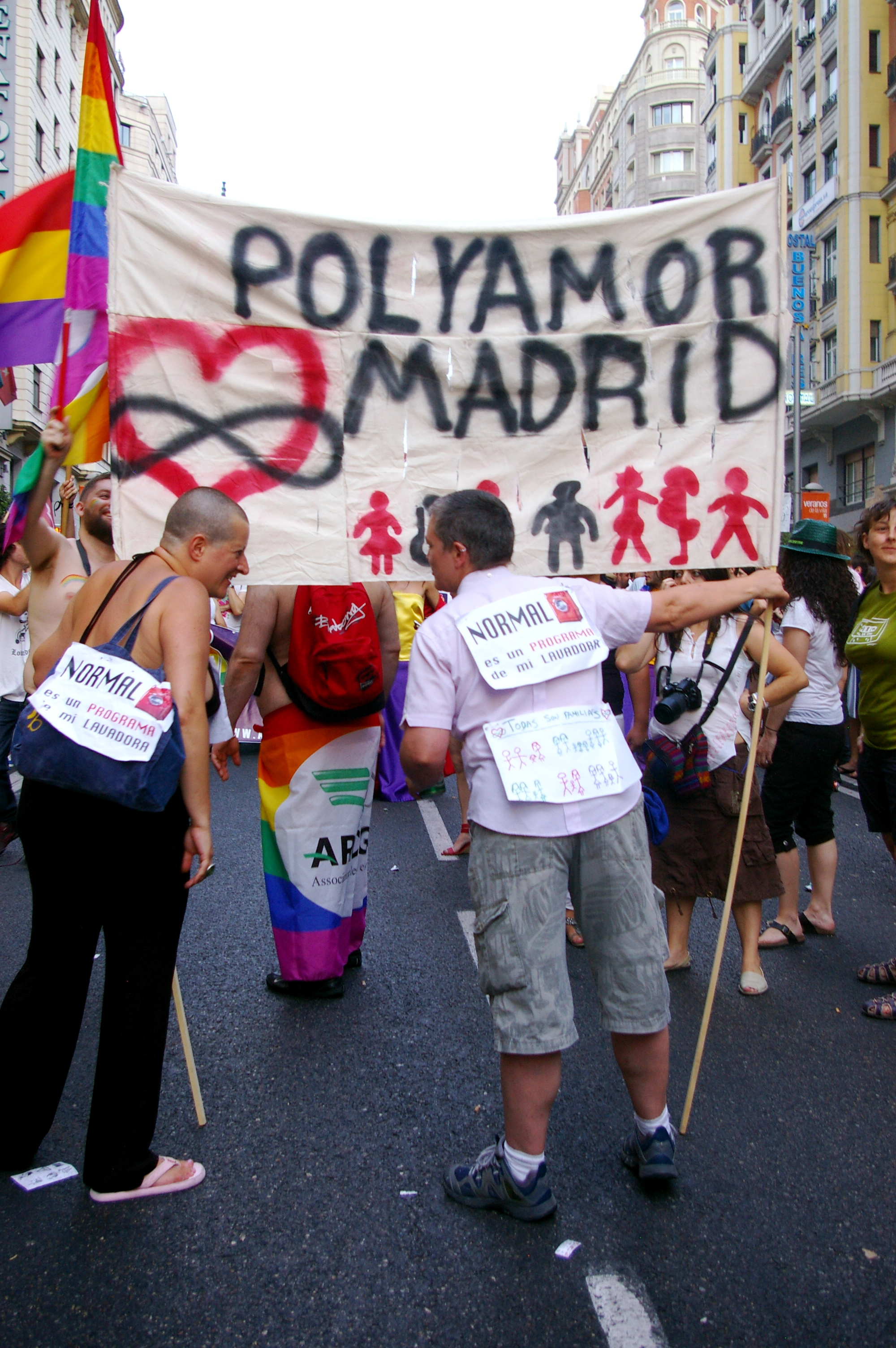
Dos manifestantes portando una pancarta del grupo de poliamor en la marcha LGBT en Madrid (España).

El término «poliamoroso/a» se puede referir a la naturaleza de una relación en algún punto en el tiempo o a una filosofía u orientación relacional que marca una identidad.

## Historia del término
Poliamor es una palabra compuesta del griego poli: ‘muchos’, y del latín amor. El término no tiene un origen definido.
El concepto se originó en el ámbito angloparlante, y se designa mediante la palabra polyamory. Para traducir este concepto al idioma español, se utiliza la palabra poliamor y no poliamoría, y se sostiene que esto se debe a que en español no existe la palabra "amoría"; mientras el sufijo "amory", contenido en el neologismo anglosajón "polyamory", tampoco existe como palabra en el idioma inglés, incluso la palabra "amor" en inglés hace referencia al dios romano del amor, Cupido (Aunque esto debido a que es uno de sus nombres en la poesía latina, más que una propia característica del habla inglesa). Las palabras del idioma inglés que tienen una etimología griega o latina y terminan en "-y" como "anatomy" (anatomía), "battery" (batería), son normalmente traducidas al español con sufijos "-ía" - aunque técnicamente el español las toma del latín o el griego, no del inglés que a su vez las toma de otra raíz - No obstante, esto no es una regla que se cumpla siempre, por ejemplo con términos como "balcón" (balcony), "profanidad" (profanity), "humanidad" (humanity), entre otros.
Asimismo, el término se origina del latín, del cual ya hay un término existente, no viene del inglés, por tanto, no se necesita usar la gramática con la cual se toman barbarismos provenientes del inglés. Además, no es un término completamente nuevo, pues "poli" ya es un prefijo usado en varios términos y palabras existentes en el español como "polifásico", "polimorfo", "poliuria", "politeísmo", "politraumatismo", "polifacético" o "polivalente". Todos estos términos aceptados en el español, llegando a formar parte del Diccionario de la Real Academia Española; por su parte el término "amory" es la adaptación anglosajona de "amōrem" y por tanto, no hay necesidad de adaptar la versión inglesa de este neologismo, sino que puede ser tomada de su raíz, es decir, ambos términos ya existen, "amor" y "poli-". Sin mencionar que ya forma parte como "poliamor" por la Real Academia Española.

## Definición
Las personas que se identifican como poliamorosas típicamente rechazan la visión de que la exclusividad sexual y relacional son necesarias para tener relaciones amorosas profundas, comprometidas y a largo plazo. Aquellos abiertos a, o emocionalmente compatibles para el poliamor pueden embarcarse en una relación poliamorosa siendo solteros o estando ya en una relación monógama o abierta. El sexo no es necesariamente un interés primario en las relaciones poliamorosas, que usualmente consisten en la búsqueda de construcción de relaciones a largo plazo con más de una persona basados en acuerdos mutuos, donde el sexo es solamente un aspecto más en dichas relaciones. En la práctica, las relaciones poliamorosas son bastante diversas e individualizadas de acuerdo con aquellos que participan en ellas. Para muchos, estas relaciones se construyen idealmente sobre valores como la confianza, lealtad, la negociación de límites y la comprensión, al tiempo que se superan los celos, la posesividad, y se rechazan las normas culturales restrictivas. Puede darse una íntima unión profunda muy poderosa entre tres o más personas. Las habilidades y actitudes necesarias para manejar relaciones poliamorosas agregan retos que no se encuentran frecuentemente en el modelo tradicional de relaciones a largo plazo de "parejas y matrimonios". El Poliamor puede requerir una aproximación más fluida y flexible a la relación amorosa, y al tiempo operar en un complejo sistema de límites y reglas. Adicionalmente, los participantes de una relación poliamorosa pueden no tener, ni esperar que sus compañeros tengan, preconceptos acerca de la duración de la relación, en contraste con los matrimonios monógamos donde la unión de por vida es generalmente la meta. Sin embargo, las relaciones poliamorosas pueden y a veces duran muchos años.
Los dos ingredientes esenciales del concepto poliamor son «más de uno» y «amor», esto es, se espera que más de dos personas puedan, en un mismo tiempo, estar relacionadas amorosamente e involucradas en sus vidas y cuidado mutuo, en dimensiones múltiples. Este término no se aplica a las meras relaciones sexuales sin compromiso, orgías anónimas, pernoctas, amoríos, prostitución, monogamia seriada u otras definiciones populares de intercambio de pareja (swinging, en inglés).
El término pretende ser incluyente. En este sentido, incluye todas las orientaciones sexuales (heterosexuales, homosexuales, bisexuales, etc.), y no intenta excluir particularmente a los adeptos al «intercambio de pareja», si estos acogen el término para incluirse en él.

### Formas de poliamor
Algunas formas de poliamor son las siguientes:

#### Polifidelidad
Involucra múltiples relaciones románticas donde el contacto sexual se restringe a los miembros específicos del grupo.

#### Relaciones jerárquicas
Distingue entre relación «primaria» y «secundaria» (por ejemplo la mayoría de los matrimonios abiertos).

#### Poligamia
La Poligamia no es un tipo de poliamor aunque muchas veces se lo confunde. Donde una persona se casa con varios esposos (poliandria) o varias esposas (poliginia), los cuales pueden estar o no casados o mantener relaciones entre sí, hay relaciones de asimetría en las libertades para poder construir relaciones. Así la poliginia, es la supremacía de un varón por sobre las mujeres con las que se casa, pueden compartir entre ellas relaciones, muchas veces, pero no porque ellas mismas hayan elegido sus esposas, sino porque su esposo ha concertado este tipo de relación. En el poliamor todas las partes pueden elegir sus relaciones, la libertad relacional la ejercen todas las personas involucradas, no sólo una de ellas.

#### Relación grupal y matrimonio grupal
Donde se considera que todos los miembros están igualmente asociados unos entre otros. El término fue popularizado por algunos novelistas como Robert Heinlein (en Forastero en tierra extraña y La luna es una cruel amante), Robert Rimmer y Valentine Starhawk.

#### Redes de relaciones conexas ponderadas
Donde cada persona puede tener varias relaciones, en diversos grados de importancia, con varias personas.

#### Relaciones mono-poliamorosas
Donde uno de los integrantes es monógamo pero acepta que el otro no lo sea y sostenga relaciones externas.

#### Arreglos geométricos
Se describe por el número de personas involucradas y su relación de conexión. Por ejemplo, «tríada»  o «cuadra», tanto como en geometrías V, N y W, donde el vértice (llamado «pivote») corresponde al individuo que tiene dos conexiones. Cuando mantienen relaciones todos entre todos se denomina triángulo o trieja en caso de ser tres, cuadreja en caso de ser cuatro y así sucesivamente.

#### Clan o tribu
Donde las relaciones de amistad, amor y sexualidad obedecen a redes complejas entre sus miembros, manteniendo entre todos una identidad y cuidado común.
Algunas personas pueden describirse como poliamorosos incluso manteniendo relaciones exclusivas, al mantener lazos afectivos con más de una persona.

## Diferencias entre poliamor y poligamia
La palabra «poligamia» se usa para referirse a una manera codificada de matrimonio o unión múltiple (especialmente aquellos/as que tienen una base religiosa o tradicional), mientras que el término «poliamor» implica una relación definida por acuerdos entre los miembros, y no una norma cultural.
Así, aunque poligamia y poliamor son a menudo tratados como conceptos similares, los dos términos están basados en diferentes filosofías e ideales, y poca interacción ocurre entre los que se dicen «polígamos» y «poliamorosos». 
El poliamor ha sido practicado por comunidades alternativas de sociedades modernas e industrializadas, como el movimiento hippie durante la década de 1960 en Estados Unidos, y también por diversos grupos anarquistas, y en general supone la igualdad jerárquica entre los géneros (femenino, masculino y/u otros). Los valores poliamorosos de respeto, honestidad, comunicación y negociación son afines a estos grupos, y muchos de los problemas encontrados en las relaciones poliamorosas tienen paralelos, y pueden encontrar solución por métodos o ideas similares, en un mutuo enriquecimiento. Sin embargo, las actitudes individuales varían ampliamente; dentro de cada uno de estos grupos, algunos miembros encuentran otros grupos objetables.
La poligamia, en cambio, tiende a ocurrir en sociedades tradicionales de países no industrializados o poco industrializados como algunos países de África y el medio oriente, y en ciertas comunidades indígenas. La poligamia no implica igualdad jerárquica entre los géneros, por el contrario, es perfectamente compatible con el patriarcado, con la esclavitud de la mujer y con el matrimonio por secuestro. En la poligamia lo más usual es que sea solo el hombre quien tiene múltiples esposas (poliginia), no así la mujer, que está subordinada a un único marido.

## Relación abierta
Denota una relación (usualmente entre dos personas) donde los participantes son libres de tener otras relaciones; cuando dichas personas están casadas, se denomina matrimonio abierto.
La «relación abierta» y el «poliamor» son términos diferentes, aunque a veces una o varias relaciones abiertas pudieran desembocar en relaciones poliamorosas.
- Algunas relaciones ponen restricciones estrictas para sus miembros (por ejemplo: la polifidelidad); tales relaciones son poliamorosas, pero no son abiertas.
- Algunas relaciones permiten sexo fuera de la relación primaria, pero no amor o romance; tales relaciones son abiertas pero no poliamorosas.
- Algunos poliamorosos no ven dicotomías entre «relacionados y no relacionados», entre «amores y no amores»; sin estas divisiones, pierde sentido clasificar las relaciones como abiertas o cerradas.

El término «relación abierta» es comúnmente usado por personas que desconocen el término «poliamor», pues existen puntos en común entre los dos términos.

## Amor libre
No marca ninguna restricción a la hora de relacionarse entre varias personas.
- Algunas relaciones ponen restricciones estrictas para sus miembros (por ejemplo: la polifidelidad); tales relaciones son poliamorosas, pero no son basadas en el amor libre.
- Algunas relaciones permiten sexo fuera de la relación primaria, pero prohíben el amor o romance; tales relaciones son abiertas pero no poliamorosas ni tampoco basadas en el amor libre.
- Algunas relaciones permiten sexo y el amor o romance fuera de la relación primaria, pero prohíben el hecho de hacerlo público; tales relaciones son abiertas y poliamorosas pero no basadas en el amor libre.

## Valores dentro del poliamor
Se observa que los valores discutidos aquí son ideales. Como sucede con cualquier otro ideal, algunas veces sus seguidores se quedan cortos en alcanzarlos. Pero el quebranto sustancial de un ideal dentro de una relación poliamorosa se toma tan serio como cualquier otro quebranto en otro tipo de relaciones.

### Fidelidad
La mayoría de los poliamorosos definen la fidelidad como «honestidad con sus amores respecto a sus relaciones, cumpliendo los compromisos establecidos con cada uno de ellos», en contraposición a la definición clásica en la monogamia «el compromiso con un solo amor exclusivo, con prohibición mutua de relaciones sexuales o amorosas con otras personas».
La fidelidad es la capacidad de no engañar, no traicionar a los demás. Es un valor moral que brota del amor a una persona valiosa, que se hace valer por su riqueza interna, y en quien se puede confiar. La fidelidad es entonces no solo la emoción y el gusto de estar con esa persona, sino el cumplimiento de la palabra dada, y la lucha por negarse a pensar únicamente en beneficio propio.

### Honestidad y respeto
La mayoría de los poliamorosos resalta la importancia del respeto y la comunicación con todos sus amores. Ocultar información ―incluso en un acuerdo del tipo «no cuentes mientras no te pregunten»― parece algo engañoso, ya que la persona difícilmente puede manejar la verdad o confianza ante sus amores. El amor debe aceptarse como parte de la vida de la persona, más que como algo relegado.

### Comunicación y negociación
Ya que, por su propia esencia, no existe un «modelo estándar» de relación poliamorosa, los participantes de cada relación establecen libremente cómo debe funcionar su relación. Lo importante es que se defina claramente entre todos los miembros implicados, porque si no se definen las reglas de la relación las expectativas fallidas pueden ser extremadamente dañinas a la relación. Por esta razón, muchos poliamorosos se esfuerzan explícitamente en decidir con todos los involucrados las reglas básicas de la relación. A diferencia de otras formas de relaciones negociadas (por ejemplo, un acuerdo prenupcial) los poliamorosos comúnmente toman la negociación como un proceso continuo a lo largo de la vida de la relación.
En relaciones convencionales, los participantes pueden establecer un conjunto de expectativas comunes sin tener que negociarlas conscientemente, simplemente siguen estándares sociales (un esposo y esposa esperan apoyo financiero uno del otro, por ejemplo). Ya que las relaciones poliamorosas no se basan en estándares sociales como punto de partida, dentro de la relación se tiene que acordar mucho más por medio de la comunicación, el mutuo respeto y la comprensión.
Los poliamorosos usualmente toman una visión pragmática en sus relaciones: aceptan que algunas veces ellos y sus amores cometerán errores y faltas a sus ideales. Cuando esto sucede, la comunicación es el canal importante para reparar los daños causados.

### Desapego
Las personas en relaciones convencionales a menudo acuerdan no buscar otras relaciones en ninguna circunstancia, ya que pondrían en peligro la relación primaria, ya fuera diluyéndola o sustituyéndola. Los poliamorosos creen que estas restricciones no son de hecho lo mejor en una relación, ya que tiende a reemplazar la confianza por prohibiciones posesivas, y ponen las relaciones en un marco de propiedad y control («tú eres mío»). Esto refleja suposiciones culturales donde las restricciones parecen necesarias para frenar «deslizamientos» de la pareja, o donde la otra relación cercana pudiera ser una seria amenaza a la dilución del vínculo.
Los poliamorosos perciben al amor de su pareja como un enriquecimiento en la vida de su pareja, más que una amenaza para su vínculo. El viejo dicho «Si amas algo, déjalo libre; si regresa es tuyo, si no, nunca lo fue» describe una visión similar. Por esta razón, muchos poliamorosos ven la visión posesiva de las relaciones como algo que se debe evitar. Esto requiere una buena labor de confianza. (Una simple prueba: ¿Al ver que tu amor encuentra otro socio o socia sería causa de felicidad para ti o alarma [celos]?)
Aunque el desapego es una parte importante de muchas relaciones poliamorosas, no es universal como los otros valores discutidos arriba. Algunas alternativas incluyen arreglos en los cuales una relación primaria posesiva es combinada con relaciones secundarias desapegadas (común en el matrimonio abierto), y relaciones asimétricas en las cuales la «posesión» solo se aplica en un sentido.

### Compersión
La compersión [sic] es un estado emocional de felicidad empática experimentado al ver a otro individuo experimentar felicidad y alegría. El término surgió de las comunidades que practican las relaciones abiertas y la poligamia para definir un estado opuesto a los celos cuando su pareja salía con otra persona.
Las sociedades que practican el poliamor definen la compersión como un término comúnmente usado para describir «cuando una persona experimenta sentimientos positivos al ver a su pareja disfrutando de otra relación. Algunas veces llamado algo totalmente contrario a los celos».

## Críticas al poliamor

### Objeción religiosa
La mayoría de las denominaciones religiosas (incluyendo la mayoría de las cristianas) esperan que una persona elija una pareja sexual o marital. Incluso aquellas que permiten relaciones polígamas comúnmente las limitan a una forma rígida definida de matrimonio (usualmente poliginia). La mayoría de los líderes religiosos cristianos no ven al poliamor como una forma propia del amor, sino como una secuencia de relaciones utilitarias, donde en cada una de ellas y en el mejor de los casos, dos personas se usan mutuamente en calidad de objetos desechables, sin otro objeto real que el gozo erótico, en la que ignoran la calidad de ambos como personas únicas e irrepetibles, dignas ambas de todo respeto y consideración.

### División del amor
Una crítica común al poliamor está basada en la evidencia que al dividir el amor entre varias parejas, ese amor se disminuye. Por supuesto que el amor no parece algo físicamente tangible como para ser divisible. Sin embargo, toda relación implica tiempo, espacio, bienes materiales, y dedicación. Los cuales solo puede una persona dar a otras varias de manera dividida.
Por el contrario, el recíproco no es cierto, ya que una persona puede tomar recursos físicos de varias tanto como tenga capacidad de acumulación.
Pues aunque el amor como concepto abstracto sea indivisible, cuando se concreta no existe un solo tipo de amor, y lo primero para clasificarlo y entenderlo, es considerarlo como un intercambio, hay «algo» que se da y «algo» que se recibe, entre dos o más personas que son a la vez donantes y receptoras. Importa pues, para entenderlo, quienes son los participantes de la relación, qué se da, qué se recibe, y cuál es el balance del flujo.
Los poliamorosos rechazan esta visión del amor, argumentando que el amor no se disminuye por la división. Un argumento usualmente sostenido es que una persona que tiene dos hijos no ama menos a cualquiera de ellos por la existencia del otro. Al hacer esto, primero, confunden diferentes tipos de amor, puesto que el amor de padres a hijos es de una naturaleza mucho más oblativa que el amor sexual. Y, segundo, entienden el amor como algo conceptual sin ver que, al materializarse, se convierte en recursos finitos y divisibles, por ejemplo: «el tiempo que le dedico a X es tiempo que ya no podré dedicarle a Y».
Un poliamoroso, sin embargo, podría a su vez impugnar que tales divisiones del amor son sólo encasillamientos completamente arbitrarios y sin base real para adjudicarles tales características de forma inherente. Al valorar, además, los lazos afectivos de forma tan pragmática y utilitarista se llegaría a la conclusión de considerar como algo negativo el simple hecho de hacer nuevos amigos, dado que los divisores de los recursos materiales y tiempo también aumentan.
Aquellos que valoran la monogamia a menudo ven la fuerza y confianza que puede construirse en parejas duraderas por estar enfocados no tanto al otro como a unos fines comunes, tal como la formación y desarrollo de una familia, la creación de un patrimonio e historia común, el cuidado mutuo y la lucha conjunta por lograr que la relación sea justa, satisfactoria y duradera. Los practicantes de la monogamia pueden tener otras relaciones enriquecedoras aparte de la que tienen con la pareja sexual, pero estas distintas relaciones excluyan los intereses sexuales, pues no consideran que la única manera de relacionarse con otro sea a través del sexo. De hecho, reservar el compromiso sexual a una pareja exclusiva, fomenta la liberación del resto de las relaciones de intereses sexuales, en especial cuando la relación es plenamente monogámica. Por ejemplo, a una persona que viva una relación monogámica satisfactoria, le será relativamente sencillo cuando sale de fiesta mantener sus intereses sexuales apartados de otras personas.
Aunque realmente esto no ocurre si la relación monogámica no es realmente satisfactoria para una parte de la pareja, ya sea porque sea una monogamia inculcada socialmente o por ciertas presiones sociales o de la otra parte de la pareja, por ejemplo mediante chantaje.

### Índice de fracaso
Las relaciones poliamorosas a menudo son criticadas porque no duran. Es difícil llegar a números precisos sobre la longevidad de las relaciones poliamorosas en comparación con las monógamas por varias razones.
Al igual que muchos grupos de relaciones no-tradicionales, los poliamorosos no publicitan su estatus de relación. Comúnmente, solo aquellas que fracasan en público se llegan a percibir. El criterio de «éxito» de sus participantes no siempre coincide con una «meta» establecida por la convención monógama. El poliamor es mucho más fluido que el matrimonio tradicional, así las relaciones poliamorosas cambian o terminan en la medida que sus participantes consideran conveniente. Una relación que enriquece las vidas de sus participantes usualmente se considera «exitosa» incluso cuando llegue a un fin. Ya que esto es parte del flujo del poliamor y puede terminar sin la amargura que acompaña a muchas de las rupturas de muchos matrimonios monógamos.
Ya que sexo y sexualidad conllevan muchos sentimientos en la gente, es difícil para las personas acercarse al parámetro de «éxito» de las relaciones poliamorosas, cuando los poliamorosos y sus opositores cada uno hace aserciones basadas en «selecciones específicas de evidencia» (para apoyar su punto de vista). Por ejemplo, aquellos que no se inclinan a estas relaciones pueden juzgar al tipo de relación apoyados en los fracasos de una particular instancia de estos, incluso cuando no lleguen a juzgar la institución completa del matrimonio como fracaso por el divorcio de una pareja en particular. Otras críticas pueden apoyarse en la observación de relaciones no-tradicionales que carecen del énfasis que el poliamor pone en la honestidad, negociación y respeto.
Se carece de un estudio académico serio en esta área, simplemente no hay un estudio que compare relaciones monógamas con poliamorosas, ya sea en función de duración (en la medida de aquellas relaciones que hacen un compromiso de «vida»), o en función de satisfacer las expectativas de los que participan. Mientras que un observador profano pudiera observar muchas relaciones poliamorosas que terminan, los adeptos al poliamor observan que relativamente pocas relaciones monógamas tampoco son verdaderamente exitosas: citando el índice de divorcio, el número de matrimonios que se mantienen juntos solo por apariencia, o el número en donde hay engaño o infelicidad. Así, hasta que no existan estudios serios, las reclamaciones en ambos sentidos deben tomarse como anecdóticas, con apoyos potenciales, y ciertamente acientíficas.

### Indisposición/ineptitud al compromiso
El poliamor es visto a menudo como una indisposición o ineptitud para hacer compromisos duraderos con uno de los amores, especialmente un compromiso de exclusividad sexual a una persona a lo largo de su vida entera, tal como sucede en el tradicional matrimonio monógamo.
Sin embargo, los poliamorosos comúnmente se ven a sí mismos haciendo muchos más compromisos, tantos como un padre al comprometerse a amar a todos sus hijos. Una expresión común usada por los poliamorosos es: «Somos fieles a todos nuestros amores».

## Contracríticas
Algunas de las críticas de los poliamorosos hacia los monógamos son las siguientes:
La visión sistémica encuentra que el amor que surge en el grupo poliamoroso puede ser algo inalcanzable por una persona o una pareja en lo particular.
Los poliamorosos consideran que las relaciones monógamas muy frecuentemente están basadas en la aceptación irreflexiva de mandatos sociales y religiosos irracionales y nocivos tales como la posesividad, la dependencia y los celos.
Para ser poliamoroso se necesita trascender esta imposición cultural ―e incluso legal―, a través del uso de la razón, para llegar a una comprensión más profunda y amplia de lo que significa el fenómeno de amar, para finalmente poder experimentar un sincero respeto hacia la libertad individual de la persona amada en su derecho a explorar su propia existencia, en una dimensión humana tan importante como lo es la vida amorosa y sexual.
Por lo anterior, muchos poliamorosos consideran que el poliamor es una forma superior de nuestra capacidad humana de amar, describiendo el poliamor como más evolucionada que la monogamia.
Antropológicamente hablando, se considera la monogamia una norma cultural surgida posteriormente al sedentarismo agrícola y la aparición de la propiedad privada, considerada incluso una norma no natural a nuestra especie humana, tal como lo menciona el antropólogo Christopher Ryan.
Por millones de años, las fuerzas evolutivas configuraron un Homo sapiens con una sexualidad colectiva y compartida, donde las hembras trataban de copular con todos los hombres. En los chimpancés y bonobos (99 % de los genes de los seres humanos) puede verse esta conducta en su estado puro.
Como respuesta a la crítica de «división del amor» discutida antes, los poliamorosos creen que las personas que tienen un solo amor tienen una capacidad inferior de amar que aquellos que son capaces de amar a más personas a la vez, con todo lo que el concepto de amor implica: amar con libertad y responsabilidad.
En la mayoría de las relaciones monógamas se presenta muy frecuentemente lo que se denomina de manera peyorativa «ser infiel», «poner cuernos» o «engañar». Así, la diferencia entre los poliamorosos y los monógamos no es que los primeros tengan varias relaciones amorosas simultáneas y los segundos no; la verdadera diferencia radica en que los primeros lo hacen de manera abierta y madura, y los segundos lo hacen recurriendo a la mentira.
Los monógamos aman a una sola persona a la vez, de acuerdo a sus propios valores y su concepción de fidelidad. Desde la perspectiva del poliamor, amar a una sola persona implica explorar una única forma de amar, ya que ninguna persona puede proporcionar todas las posibilidades de experiencias que el amor ofrece. Por otro lado, la idea que sustenta la monogamia parte de la creencia de que una sola persona puede satisfacer todas las necesidades de su pareja en términos de ternura, erotismo, comprensión, comunicación afectuosa, apoyo emocional, entre otros aspectos. Los poliamorosos, en cambio, reconocen que una persona solo puede ofrecer y recibir una experiencia amorosa única e irrepetible, que tiene sus propias limitaciones.
Comúnmente en la monogamia, el hecho de comenzar a experimentar un nuevo amor conduce a comparaciones negativas con el amante actual («este NO tiene, este NO me da, este NO hace, etc., lo que este otro SÍ tiene, SÍ hace, SÍ me da...»), generando conflictos emocionales insolubles y en últimas provocando la desaparición del amor anterior: el reemplazo de uno por el otro. Esto no puede deberse sino a un déficit en la capacidad y «habilidad» de amar.
En síntesis, para los monógamos el amor que se siente por un amante «disminuye» y/o «deteriora» el amor que se siente por otro; para los poliamorosos el amor que se siente y se vive con un amante «alimenta» o «aumenta» el amor que se siente por todos los amantes.
Cabe añadir que esta visión del poliamoroso implica que el amor es algo que se disfruta y no algo que se da, y de ninguna manera es compatible con el concepto romántico del amor como «entrega total», pues la donación de tiempo, espacio, y dedicación de la actividad personal solo puede darse dividida a varias personas, mientras que uno puede tomar de varias personas, acumulativamente, todo lo que se le ofrezca, por la simple razón de que somos uno, y los demás son varios.
Los celos propios de las personas partidarias de la monogamia ―además de proceder del instinto más básico de perpetuación de la especie― se justifican por el hecho de que efectivamente en las relaciones monógamas, si bien se mantienen relaciones simultáneas clandestinamente, es muy frecuente que al cabo de un tiempo una de las parejas sea abandonada y reemplazada por la otra, dada la prohibición moral de mantener ambas relaciones a la vez.
Por su parte, los poliamorosos convencidos no temen ser abandonados por el hecho de que el ser amado ame a otras personas. Esto no quiere decir que en el poliamor no se presenten conflictos, enfriamiento del amor y rupturas, pero se asume que los motivos de la separación provienen de la propia relación y no de relaciones ajenas.
Así, vemos cómo en la monogamia el mandato que pretende velar por el mantenimiento de la relación («te prohíbo amar a otra persona»), muchas veces se convierte en el motivo de su ruptura. En contraposición, en el poliamor el respeto a la libertad («puedes amar a todas aquellas personas que despierten en ti el sentimiento amoroso») genera felicidad y la felicidad se revierte en un mayor amor hacia la persona que reconoce esa libertad.
En la práctica, muchos poliamorosos han testimoniado cómo su ser amado (léase «uno de sus seres amados») se torna todavía más amoroso con ellos después de haber compartido con otro(s) amante(s), dado que a través de todas sus experiencias se va enriqueciendo como amante y como persona.
A pesar de estas críticas a la monogamia, es preciso añadir que muchos poliamorosos pueden ver el poliamor y la monogamia como caminos de vida igualmente válidos donde la mejor elección depende de cada individuo.

## Población poliamorosa
Hacia julio de 2009, se calculaba que existían más de 500,000 relaciones poliamorosas en los Estados Unidos.[cita requerida]

## En la cultura popular

### En el cine
| Personaje                | Interpretado por:  | Película o serie                                                                  | Año  | Observaciones | País           |
| ------------------------ | ------------------ | --------------------------------------------------------------------------------- | ---- | --- | -------------- |
| William Moulton Marston  | Luke Evans         | Professor Marston and the Wonder Women (El profesor Marston y la Mujer Maravilla) | 2017 | Relata las relaciones poliamorosas entre un profesor de psicología, su esposa y su estudiante, quienes comparten "un lugar de trabajo, una cama, un hogar e incluso una familia" en los años 1920. Es la historia de cómo se creó la versión original del personaje de La Mujer Maravilla. | Estados Unidos |
| Elizabeth                | Rebecca Hall       | Professor Marston and the Wonder Women (El profesor Marston y la Mujer Maravilla) | 2017 | Relata las relaciones poliamorosas entre un profesor de psicología, su esposa y su estudiante, quienes comparten "un lugar de trabajo, una cama, un hogar e incluso una familia" en los años 1920. Es la historia de cómo se creó la versión original del personaje de La Mujer Maravilla. | Estados Unidos |
| Olive Byrne              | Bella Heathcote    | Professor Marston and the Wonder Women (El profesor Marston y la Mujer Maravilla) | 2017 | Relata las relaciones poliamorosas entre un profesor de psicología, su esposa y su estudiante, quienes comparten "un lugar de trabajo, una cama, un hogar e incluso una familia" en los años 1920. Es la historia de cómo se creó la versión original del personaje de La Mujer Maravilla. | Estados Unidos |
| Colleen O'Hallahan       | Brittany Murphy    | Futurama: The Beast with a Billion Backs                                          | 2008 | Colleen tiene cinco novios: Fry, Chu, Ndulu, Schlomo y Bolt Rolands. Después de que Yivo, el alienígena que tiene el tamaño de un planeta, se casa y rompe con todas las personas del universo al mismo tiempo, ella se queda sólo con Yivo. | Estados Unidos |
| Yivo                     | David Cross        | Futurama: The Beast with a Billion Backs                                          | 2008 | Yivo es un alienígena del tamaño de un planeta que no tiene un género que pueda definirse que sale y después se casa con todas las personas del universo al mismo tiempo. Luego, su relación termina, y Yivo se queda con Colleen. | Estados Unidos |
| Lane                     | Hannah Pepper      | Ma Belle, My Beauty/Pasiones entrecruzadas                                        | 2021 | Esta película habla de la historia de Lane, Berte y Fred en la zona sur de Francia. Se estrenó en el Festival de Cine Sundance del 2021. | Estados Unidos |
| Bertie                   | Idella Johnson     | Ma Belle, My Beauty/Pasiones entrecruzadas                                        | 2021 | Esta película habla de la historia de Lane, Berte y Fred en la zona sur de Francia. Se estrenó en el Festival de Cine Sundance del 2021. | Estados Unidos |
| Fred                     | Lucien Guignard    | Ma Belle, My Beauty/Pasiones entrecruzadas                                        | 2021 | Esta película habla de la historia de Lane, Berte y Fred en la zona sur de Francia. Se estrenó en el Festival de Cine Sundance del 2021. | Estados Unidos |
| Thomas B. 'Tom' Chambers | Fredric March      | Design for Living/Una mujer para dos                                              | 1933 | “La historia habla de tres jóvenes estadounidenses (dos hombres y una mujer) que se conocen en un viaje en tren a París. Los dos hombres se sienten atraídos por Gilda, y ella también por los dos; al principio, ella se cita con cada uno de ellos en secreto y por separado, pero terminan por citarse los tres. La película habla de los ires y venires de la relación.”                                                                                                | Estados Unidos |
| George Curtis            | Gary Cooper        | Design for Living/Una mujer para dos                                              | 1933 | “La historia habla de tres jóvenes estadounidenses (dos hombres y una mujer) que se conocen en un viaje en tren a París. Los dos hombres se sienten atraídos por Gilda, y ella también por los dos; al principio, ella se cita con cada uno de ellos en secreto y por separado, pero terminan por citarse los tres. La película habla de los ires y venires de la relación.”                                                                                                | Estados Unidos |
| Gilda Farrell            | Miriam Hopkins     | Design for Living/Una mujer para dos                                              | 1933 | “La historia habla de tres jóvenes estadounidenses (dos hombres y una mujer) que se conocen en un viaje en tren a París. Los dos hombres se sienten atraídos por Gilda, y ella también por los dos; al principio, ella se cita con cada uno de ellos en secreto y por separado, pero terminan por citarse los tres. La película habla de los ires y venires de la relación.”                                                                                                | Estados Unidos |
| Ben                      | Travis Delgado     | 2 in the Bush: A Love Story                                                       | 2018 | “Una comedia romántica poco convencional acerca de mazmorras, un pez llamado Arquímedes y las muchas formas del amor.” | Estados Unidos |
| Emily                    | Sarah Lin Mitchell | 2 in the Bush: A Love Story                                                       | 2018 | “Una comedia romántica poco convencional acerca de mazmorras, un pez llamado Arquímedes y las muchas formas del amor.” | Estados Unidos |
| Nikki                    | Caito Aase         | 2 in the Bush: A Love Story                                                       | 2018 | “Una comedia romántica poco convencional acerca de mazmorras, un pez llamado Arquímedes y las muchas formas del amor.” | Estados Unidos |
| Laurent                  | Alain Chabat       | Gazon maudit/Cama para tres/Felpudo maldito/La amante de mi mujer                 | 1995 | “Los tres personajes principales, una lesbiana muy masculina de París, una mujer bisexual de España y su esposo mujeriego de Provenza, entrelazan sus vidas mientras aprenden a entrar en contacto consigo mismos, a ser justos entre ellos y a ser inclusivos... los tres protagonistas forman un trío que incluye bisexualidad y poliamor, en la que la mujer bisexual se coloca en el centro, y una familia extensa que incluye a tres progenitores y a sus tres hijxs.” | Francia        |
| Loli                     | Victoria Abril     | Gazon maudit/Cama para tres/Felpudo maldito/La amante de mi mujer                 | 1995 | “Los tres personajes principales, una lesbiana muy masculina de París, una mujer bisexual de España y su esposo mujeriego de Provenza, entrelazan sus vidas mientras aprenden a entrar en contacto consigo mismos, a ser justos entre ellos y a ser inclusivos... los tres protagonistas forman un trío que incluye bisexualidad y poliamor, en la que la mujer bisexual se coloca en el centro, y una familia extensa que incluye a tres progenitores y a sus tres hijxs.” | Francia        |
| Marijo                   | Josiane Balasko    | Gazon maudit/Cama para tres/Felpudo maldito/La amante de mi mujer                 | 1995 | “Los tres personajes principales, una lesbiana muy masculina de París, una mujer bisexual de España y su esposo mujeriego de Provenza, entrelazan sus vidas mientras aprenden a entrar en contacto consigo mismos, a ser justos entre ellos y a ser inclusivos... los tres protagonistas forman un trío que incluye bisexualidad y poliamor, en la que la mujer bisexual se coloca en el centro, y una familia extensa que incluye a tres progenitores y a sus tres hijxs.” | Francia        |

## Día del Poliamor
Desde la Asociación Poliamor Madrid, con representantes de otras partes de España se decidió el día del solsticio de verano (20 o 21 de junio) como día del Poliamor, ya que es el Solsticio de verano, el día con más luz del año, como símbolo de la luz que aporta este tipo de relación en la vida.[cita requerida]